# Club Deportivo Campo de Marte
Club Deportivo Campo de Marte es un club deportivo con sede en la ciudad de Lima (Perú) fundado en 1978 y afiliado a la Federación Peruana de Deportes Acuáticos. Los principales objetivos del club son incentivar, masificar y promover el desarrollo del waterpolo en el Perú. El club es conocido también con el apelativo de "El Rojo" por los colores del su escudo y de su traje de baño.

## Historia
Desde su fundación, el club disputa sus encuentros como local en el Complejo Acuático del Campo de Marte en el Distrito de Jesús María propiedad de la Federación Peruana de Deportes Acuáticos. El club ganó su primer título nacional en 1997. Es el único club peruano que cuenta con un título internacional en su palmarés, la Copa Azapa, obtenida en la ciudad chilena de Arica en el año 2009. En el año 2011 el equipo Sub-17 del Campo de Marte logró ubicarse en el tercer puesto en la Cuarta Coppa Internacional Claudio Regginato disputada en Santiago de Chile, detrás de Yubartas de Cali (Colombia) y de Botafogo de Río (Brasil). En la siguiente temporada el equipo Sub-16 del Campo de Marte obtuvo un tercer puesto en la Copa Internacional Biguá de Waterpolo disputada en Montevideo (Uruguay) por detrás de los equipos brasileños de Hebraica y Botafogo. 
En un hito importante en su historia, en la temporada 2013, el club obtuvo por primera vez todos los títulos oficiales nacionales en disputa: el Campeonato Nacional de waterpolo masculino, el Campeonato Nacional masculino junior, el Campeonato Nacional masculino juvenil;  y el Campeonato Nacional masculino sub-15.
En la temporada 2014 el club participa en las categorías Masculina Absoluta, Junior, Juvenil y sub-15 del Campeonato Nacional de waterpolo masculino y en la Primera Edición del Campeonato de Waterpolo Femenino. Encabeza el cuerpo técnico del club el español Iñaqui Zabalza, asistido por Fernando Villar Osterling.
Desde la temporada 2014, cuenta con una sección de waterpolo femenino.

## El clásico
El clásico del waterpolo peruano es el encuentro disputado entre el Club Deportivo Campo de Marte con el Club de Regatas Lima. La rivalidad entre estos clubes nace desde la fundación del Campeonato Nacional de waterpolo masculino en 1994. Entre el Club Deportivo Campo de Marte y el Club de Regatas Lima suman 26 títulos de los dos campeonatos locales más importantes (Copa Carlos Huerta y el Campeonato Nacional de waterpolo masculino) de un total de 34 títulos en disputa. La rivalidad se extiende a todas las categorías.

## Palmarés
- 7 veces Campeón Nacional masculino absoluto (1997, 2000, 2001, 2004, 2007, 2010 y 2013).
- 2 veces Campeón del Torneo Clausura masculino absoluto (2010 y 2013).
- 6 veces Campeón de la Copa Carlos Huerta (2000, 2001, 2002, 2004, 2006 y 2008).
- 1 vez Campeón de la Copa Azapa (Arica) (2009).
- 12 veces Campeón Nacional masculino junior (1995, 2000, 2001, 2002, 2003, 2004, 2005, 2006, 2007, 2010, 2011 y 2013)
- 1 vez Campeón del Torneo Apertura masculino junior (2011).
- 4 veces Campeón del Torneo Clausura masculino junior (2010, 2011, 2012 y 2013).
- 5 veces Campeón Nacional masculino juvenil (2003, 2004, 2005, 2006 y 2013).
- 1 vez Campeón del Torneo Apertura masculino juvenil (2012).
- 1 vez Campeón del Torneo Clausura masculino juvenil (2012).
- 1 vez tercero en la Cuarta Coppa Internacional Claudio Regginato Sub-18 en Santiago de Chile (2011).
- 1 vez tercero en la Copa Internacional Biguá de Waterpolo Sub-16 en Montevideo (2012).
- 2 veces Campeón Nacional masculino sub-15 (2012 y 2013).
- 2 veces Campeón del Torneo Apertura masculino sub-15 (2012 y 2013).
- 2 veces Campeón del Torneo Clausura masculino sub-15 (2012 y 2013).